# 清峰高校前站
清峰高校前站（日语：／ Seihō-Koukou-Mae eki */?）是位於長崎縣北松浦郡佐佐町中川原免，松浦鐵道的西九州線車站。

## 歷史

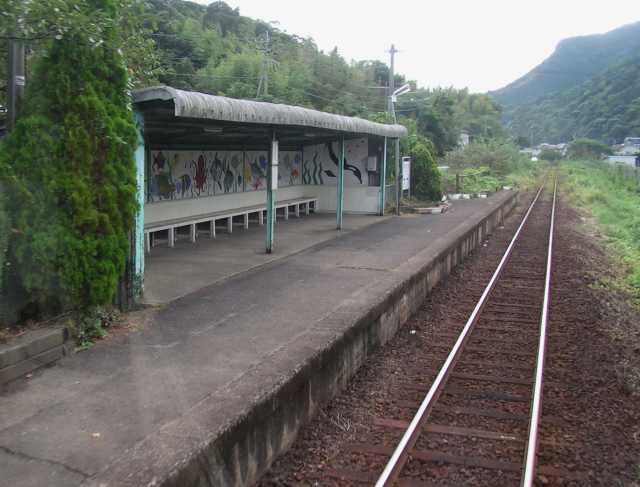
月台（2006年8月28日）

- 1959年1月20日 - 國鐵松浦線上佐佐站（日语：／）啟用。
- 1987年4月1日 - 伴隨國鐵分割民營化，車站由九州旅客鐵道（JR九州）營運[1][2][3]，成為JR九州松浦線車站。
- 1988年4月1日 - 松浦鐵道接管松浦線，成為松浦鐵道西九州線車站。
- 2006年8月 - 佐佐町的關町長向松浦鐵道提出把車站改名為「清峰高校前站」。
- 2007年3月18日 - 站名改名為清峰高校前站。

## 車站構造
車站是一座地面車站，設有1面1線的單式月台。此站是無人車站，沒有車站大樓，只有候車室。在候車室內設有由清峰高校師生描繪的壁畫。

## 車站周邊
- 佐佐川（日语：佐々川）
- 長崎縣立清峰高等學校（日语：長崎県立清峰高等学校）
- 佐佐町立佐佐小學
- 國道204號
- 佐佐皿山公園

## 使用狀況
在2017年度，1日平均上落車人次為527人。在2004年度，1日平均上落車人次為605人。在2003年度，1日平均上落車人次為500人。

## 其他
在東京電視台的旅行節目中，此站用作無人車站企劃的拍攝地點。

## 相鄰車站
松浦鐵道
西九州線
神田－清峰高校前－佐佐

## 注腳
1. ↑  九州鉄道百年祭実行委員会・百年史編纂部会 (编).  初版. 九州旅客鉄道. 1988: 181 （日语）.
2. ↑  『交通年鑑 昭和63年版』 交通協力會，1988年3月。
3. ↑  今村都南雄 『民営化の效果と現実NTTとJR』 中央法規出版，1997年8月。ISBN 978-4805840863
4. ↑  長崎縣統計年鑑

## 外部連結
- 清峰高校前站時間表 （页面存档备份，存于）（日語） - 松浦鐵道